# Pináculo

Secção esquemática de uma catedral, com indicação do pináculo.

Pináculo é o ponto mais alto de um determinado lugar, um edifício ou uma torre, por exemplo. O pináculo é uma alvenaria empregue como peso no cume de um contraforte ou em forma decorativa como remate. Pode ser coberto por coruchéu.